# Бенвил о Мироа
Бенвил о Мироа (фр. Bainville-aux-Miroirs) насеље је и општина у североисточној Француској у региону Лорена, у департману Мерт и Мозел која припада префектури Нанси.
По подацима из 2011. године у општини је живело 342 становника, а густина насељености је износила 50,59 становника/km². Општина се простире на површини од 6,76 km². Налази се на средњој надморској висини од 287 метара (максималној 366 m, а минималној 250 m).

## Демографија
| 1962. | 1968. | 1975. | 1982. | 1990. | 1999. | 2011. |
| ----- | ----- | ----- | ----- | ----- | ----- | ----- |
| 235   | 263   | 276   | 277   | 298   | 316   | 342   |

График промене броја становника у току последњих година